# I kissed a Girl (1995)
|  | Per a altres significats, vegeu «I kissed a Girl (2008)». |

I kissed a Girl és una cançó publicada l’any 1995 per la cantautora estatunidenca Jill Sobule, coescrita amb Robin Eaton. La cançó formava part de l'àlbum del mateix nom de l'artista i n'era el senzill principal. La cançó va ser una de les obres més conegudes de Sobule, juntament amb «Supermodel», un tema punk, que va formar part de la banda sonora de la pel·lícula Clueless. El tema va assolir el lloc número 20 a la llista Modern Rock Tracks de la revista Billboard, convertint-se en el primer senzill amb una temàtica obertament queer en aconseguir aquesta posició en aquesta classificació. Va adquirir rellevància dins la cultura popular del moment, en un moment en què les referències a identitats LGTBQ+ eren escasses.
Musicalment, la cançó combina un estil pop amb elements de folk, destacant la veu lleugerament rasposa de Sobule. La cançó té un ritme suau i un to desenfadat. La lletra presenta una escena en què la narradora acull la seva veïna Jenny, casada amb un hairy behemoth (en català: 'gegant pelut') i dumb as a box of nails (en català: 'tan estúpid com una caixa de claus'). Es fan un petó, i Sobule començar a cantar una frase simple i directa que reprodueix el títol. Un solo de guitarra, breu i amb reverberació, acompanya aquest moment. La cançó es tanca amb la frase And I may do it again (en català: 'I potser ho tornaré a fer').
El videoclip inclou la participació del model italià Fabio Lanzoni en el paper del marit de Jenny. L’estètica del vídeo ha estat descrita com una mena de Pee-wee’s Playhouse Guide to Sapphism, i mostra Sobule amb pentinat de trenes a l’estil de la Princesa Leia i una gorra tipus Mouseketeer. Aquest videoclip podria haver contribuït a l’arribada de la cançó al lloc número 67 del Billboard Hot 100, encara que també va provocar que alguns la consideressin una proposta anecdòtica. El videoclip va ser nominat a dos premis als MTV Video Music Awards.
Amb el pas del temps, el títol de la cançó va tornar a l’actualitat quan Katy Perry va publicar «I kissed a Girl», una cançó homònima, l’any 2008, que no era una versió de l’original de Sobule. Després d’aquesta coincidència, Sobule va fer declaracions amb un to irònic que van ser mal interpretades per alguns fans de Perry. Posteriorment va aclarir que no tenia sentiments negatius envers l’artista i que, en realitat, se sentia lleugerament alleujada de no ser identificada exclusivament com la noia de «I kissed a Girl». Tot i això, va fer broma sobre el tema amb una nova cançó titulada «I kissed a Girl ...First».
«I kissed a Girl» ha estat recordada com una cançó que va oferir una representació alegre i desacomplexada de l’atracció entre dones. Segons un article retrospectiu, va tenir un significat especial per a adolescents que trobaven en la fantasia una alternativa més segura a la realitat. El llegat de la cançó ha estat destacat en recordatoris i obituaris posteriors a la mort de Sobule, esdevinguda, a causa d'un incendi domèstic, l'any 2025.